# Tuffi ai campionati europei di nuoto 2022 - Trampolino 3 metri sincro maschile
La competizione del trampolino 3 metri sincro maschile ai campionati europei di nuoto di Roma 2022 si è svolta il 21 agosto 2022, presso il complesso natatorio del Foro Italico di Roma, in Italia.
La finale si è svolta alle ore 15:30.

## Risultati
| Class   | Nazione       | Tuffattori                           | T1    | T2    | T3    | T4    | T5    | T6    | Totale |
| ------- | ------------- | ------------------------------------ | ----- | ----- | ----- | ----- | ----- | ----- | ------ |
| Oro     | Gran Bretagna | Anthony Harding Jack Laugher         | 49.20 | 48.60 | 85.68 | 64.26 | 84.36 | 80.73 | 412.83 |
| Argento | Italia        | Lorenzo Marsaglia Giovanni Tocci     | 52.80 | 43.20 | 71.61 | 84.66 | 72.00 | 63.24 | 387.51 |
| Bronzo  | Ucraina       | Oleksandr Horškovozov Oleh Kolodij   | 47.40 | 48.60 | 76.50 | 73.47 | 64.98 | 73.44 | 384.39 |
| 4       | Svizzera      | Guillaume Dutoit Jonathan Suckow     | 44.40 | 42.00 | 72.90 | 71.61 | 76.50 | 60.42 | 367.83 |
| 5       | Germania      | Timo Barthel Moritz Wesemann         | 44.40 | 46.80 | 73.44 | 77.70 | 38.85 | 60.42 | 341.61 |
| 6       | Grecia        | Theofilos Afthinos Nikolaos Molvalis | 43.20 | 37.80 | 59.40 | 50.40 | 64.17 | 64.80 | 319.77 |
| 7       | Georgia       | Sandro Melikidze Tornike Onikashvili | 43.80 | 40.20 | 54.90 | 51.00 | 62.10 | 60.45 | 312.45 |
| 8       | Svezia        | David Ekdahl Elias Petersen          | 42.60 | 36.00 | 54.90 | 60.30 | 58.50 | 58.59 | 310.89 |